# Aubigné (Ille-et-Vilaine)
Aubigné é uma comuna francesa na região administrativa da Bretanha, no departamento Ille-et-Vilaine. Estende-se por uma área de 2,19 km². Em 2010 a comuna tinha 483 habitantes (densidade: 220,5 hab./km²).